# M
M je 13. písmeno latinské abecedy.
- V astronomii
  - je M následované číslem objekt z Messierova katalogu.
  - je M označení jedné ze spektrálních tříd hvězd.
  - je m nebo mag označení magnitudy.
- V biochemii je m označení pro aminokyselinu methionin.
- Ve fyzice[1]
  - m je doporučená značka veličiny hmotnost
  - m je doporučená značka veličiny magnetický (Ampérův) dipólový moment
  - M je doporučená značka veličiny magnetizace
  - M je doporučená značka veličiny moment síly
  - M je doporučená značka veličiny vzájemná indukčnost.

(vizte též odrážku „V soustavě SI“ níže)
- V gramatice m označuje mužský rod (maskulinum).
- V hudbě
  - M je umělecké jméno Robina Scotta.
  - -M- je umělecké jméno francouzského zpěváka Matthieu Chédid.
  - M (album, Myrkur) je debutní studiové album z roku 2015 blackmetalové kapely Myrkur
- V chemii
  - Mₘ je označení molární hmotnosti.
  - M je označení jednotky molární koncentrace mol·dm−3
  - symbolem M bývá v obecných chemických vzorcích označen atom kovu
  - názvoslovná předpona m- (meta)
- V informačních systémech
  - M se často používá jako kód pro mužské pohlaví (oproti F u žen).
  - M je zkratkou programovacího jazyka MUMPS.
- V kinematografii
  - M je název německého filmu z roku 1931.
  - M je název amerického remaku z roku 1951.
  - V sérii o Jamesi Bondovi je M krycí jméno velitele(ky) MI6.
- V komiksech je M jméno postavy z Generace X.
- V letectví
  - M je označení pro Machovo číslo, které udává rychlost letu v poměru k rychlosti zvuku.
  - M následované číselným označením typu je odkaz na konstrukční kancelář Vladimíra Mjasiščeva.
- V opevnění
  - M je zkratka pro skladiště munice
  - M je zkratka pro zbraň dvojče Těžkých kulometů vz. 37
  - m je zkratka pro minomet
- V politice
  - M je zkratka švédské Umírněné strany (Moderaterna)
- V silniční dopravě označuje symbol Ⓜ mýtné.
  - Na registrační značce znamená M Olomoucký kraj.
- Na železnici
  - M je starší označení motorových vozů (lidově zvaných motoráček)
- V městské hromadné dopravě se písmenem M označuje metro
- M je mezinárodní poznávací značka Malty.
- V oděvním průmyslu je M označení velikosti (z anglického medium, střední).
- V radiokomunikaci je M jeden z prefixů volacích znaků pro Velkou Británii.
- Mezi římskými číslicemi je M symbol pro číslici tisíc (z latinského mille).
- V soustavě SI
  - M je značka předpony soustavy SI pro 106, mega.
  - m je značka předpony soustavy SI pro 10−3, mili.
  - m je značka jednotky délky metr.
- M. uváděné před jménem je:
  - zkratka historického akademického titulu mistr (z latinského magister, mj. učitel).[2]
  - ve francouzštině zkratka slova Monsieur (pan)